# Аделаидский институт
«Аделаидский институт» (англ. Adelaide Institute) — группа, объединяющая австралийских отрицателей Холокоста. Основана в 1994 году на базе т. н. «Миссии истины» (англ. «Truth Mission»), созданной в 1993 году Джеральдом Фредриком Тобеном. Группа также выступает за отрицание СПИДа. Руководитель Института и редактор его бюллетеня до 2020 года — Фредрик Тобен. Группа признана антисемитской австралийскими и международными организациями по защите прав человека.

## Декларируемые цели
Заявленной целью деятельности группы является «разоблачение мифа Холокоста». На интернет-сайте группы, официально разрешённом в Австралии, регулярно выкладываются материалы подобной тематики.
В аннотации сайта говорится: «Этот сайт утверждает, что Холокоста не существовало в реальности. Он существует как реальность в умах тех, кто верит в него. „Газовые камеры Освенцима“ и „истребление евреев“ начались как военная пропаганда для обеспечения „доказательств“ об угрозе немецкого национал-социалистической системы управления, и чтобы отвлечь внимание от реальных преступлений Второй мировой войны, включая массовые бомбардировки немецких городов, целями которых были беззащитные женщины и дети. Как пример, от 300 000 до 500 000 невинных людей были сожжены живыми в одну ночь бомбардировкам союзниками Дрездена в то время, когда практически по всей Германии было большое количество военных целей».
В 2006 году Тобен приезжал в Тегеран, где принимал участие в конференции отрицателей Холокоста, организованной Ахмадинеджадом. В интервью иранским СМИ он заявил, что «газовые камеры являются плодом воспаленного воображения евреев и их ненависти к немцам и Германии» и что число «жертв Освенцима было 2007 человек».

## Деятельность
Члены группы «Институт Аделаиды» в прошлом играли активную роль в организации «Австралийцы за свободу слова» (англ. Australians For Free Speech). Институт занимается распространением и изданием работ отрицателей и ревизионистов Холокоста.
Наиболее популярными средствами пропаганды идей в институте являются письма в редакции радио- и телепрограмм и выступления по радио. Перед премьерой фильма «Список Шиндлера» в Аделаиде члены группы распространяли на улицах и по почте брошюры на тему отрицания Холокоста. Кроме того, члены института рассылали подобные материалы в ведущие австралийские газеты под видом объективных обзоров фильмов, и некоторые из них были опубликованы.
С 7 по 9 августа 1998 года «Аделаидский институт» организовал международную конференцию ревизионистов, в которой приняли участие около 50 человек. В их числе были Артур Батц (США), Юрген Граф (Швейцария), Робер Фориссон (Франция) и другие отрицатели
Институт два раза в месяц издает бюллетень. Бюллетень Института Аделаиды превратился в один из наиболее информативных ревизионистских периодических изданий с активными читателями по всему миру. Типичный выпуск на двенадцать страниц содержит отчеты о деятельности ревизионистов в стране и за рубежом, а также предоставляет новости и комментарии о последних значительных новостях. На 1 октября 2010 институт издал 532 бюллетеня.

## Уголовные дела в отношении института и Тобена
На сайте Тобена говорится: «Если вы намерены пересмотреть Холокост, вы должны быть готовы к жертве, к разрыву семейных уз, разрушению карьеры и лишению свободы».
На основании противозаконности материалов, размещённых на сайте «Аделаидского института» и за расистские высказывания, Тобен был арестован в Германии в 1999 году и приговорен к 7 месяцам тюремного заключения. Ему удалось покинуть тюрьму уже на следующий день после приговора — освободившись под залог, он бежал из страны.
В 2000 году Австралийская комиссия по правам человека (HREOC) обвинила «Аделаидский институт» в нарушении раздела 18C Закона о расовой дискриминации путём публикации на сайте материалов, содержащих «издевательства и оскорбительные для еврейского населения». HREOC обязала Тобена закрыть сайт и извиниться перед людьми, которых он обидел, но, поскольку постановления HREOC не имеют силу закона, дело было передано в Федеральный суд Австралии, который был возмущён его отказом удалить с сайта материалы, «порочащие еврейский народ», и в 2002 году приказал удалить с сайта «Аделаидского института» материалы, содержащие:
- сомнения, что Холокост был на самом деле;
- сомнения, что газовые камеры в Освенциме использовались для убийств;
- утверждения, что евреи, которые обижаются на отрицание Холокоста, имеют ограниченный ум;
- утверждения, что некоторые евреи по разным соображениям, в том числе и из-за финансовой выгоды, преувеличивают число евреев, погибших во время Второй мировой войны и искажают обстоятельства, при которых те были убиты.

Организация «Electronic Frontiers Australia» выступила против такого решения, считая, что «при встрече с расистскими или человеконенавистническими высказываниями лучшим средством будет обсуждение этого, а не вынужденное молчание, в противном случае интерес к подобным маргинальным идеям будет только возрастать».
Совет австралийских евреев выдвинул против Тобена 28 обвинений, среди которых было и обвинение в «ядовитом антисемитизме», содержащемся в материалах его сайта.
В 2008 году Тобен был арестован в лондонском аэропорту Хитроу сразу по его прилете из США по обвинению в распространении в интернете антисемитских публикаций, в том числе отрицающих Холокост. Задержание было произведено по просьбе властей Германии, где отрицание Холокоста является уголовным преступлением.

## Ассоциированные члены «Аделаидского института»
- Джон Тьюсон Беннетт[англ.], один из наиболее активных и давних (с конца 1970-х годов) отрицателей Холокоста в Австралии;
- Керри Болтон, сотрудник «Аделаидского института» в Новой Зеландии[13];
- Артур Батц, автор книги «Обман XX века: дело против предполагаемого уничтожения европейского еврейства»;
- Дуг Коллинз[англ.], первый журналист, на которого была подана жалоба за нарушение прав человека из-за статей, которые он написал о Холокосте и евреях, и который назвал фильм «Список Шиндлера» «Списком жулика» (игра слов — «Schindlers list» и «Schwindlers list»);
- Робер Фориссон, один из ведущих европейских отрицателей Холокоста из Франции;
- Юрген Граф, швейцарский гражданин, автор нескольких книг об отрицании Холокоста, в 1998 году приговорённый за это швейцарским судом к 15 месяцам тюремного заключения и большому штрафу;
- Ингрид Римланд[англ.], канадский отрицатель Холокоста, чьи произведения юридически классифицируются в Канаде как «материалы ненависти»;
- Гермар Рудольф, немецкий отрицатель Холокоста;
- Ольга Скалли, жительница Тасмании, против которой было возбуждено судебное разбирательство за пропаганду отрицания Холокоста;
- Дэвид Томас, член кампании по «декриминализации истории Холокоста».
- Марк Вебер, нынешний глава «Института пересмотра истории».